# Portada/article juliol 29
En el passat els vulcanians van ser una espècie apassionada i violenta, molt més que la humana, però amb l'adopció de la lògica, la meditació i la supressió de les emocions, van aconseguir formar una societat pròspera i avançada en tecnologia.

## Vulcanià
Els vulcanians són una espècie humanoide pertanyent a l'univers fictici de Star Trek, originaris del planeta Vulcà (situat a 16,5 anys llum de la Terra) i coneguts pel seu estil de vida basat en la raó i la lògica. A simple vista, es distingeixen físicament de l'espècie humana per la forma punxeguda de les seves orelles i celles.
En el passat els vulcanians van ser una espècie apassionada i violenta, molt més que la humana, però amb l'adopció de la lògica, la meditació i la supressió de les emocions, van aconseguir formar una societat pròspera i avançada en tecnologia.
Els vulcanians són una de les quatre espècies fundadores de la Federació Unida de Planetes juntament amb els humans, els andorians i els tellarites el 2161.